# St. Martin (Herrieden)

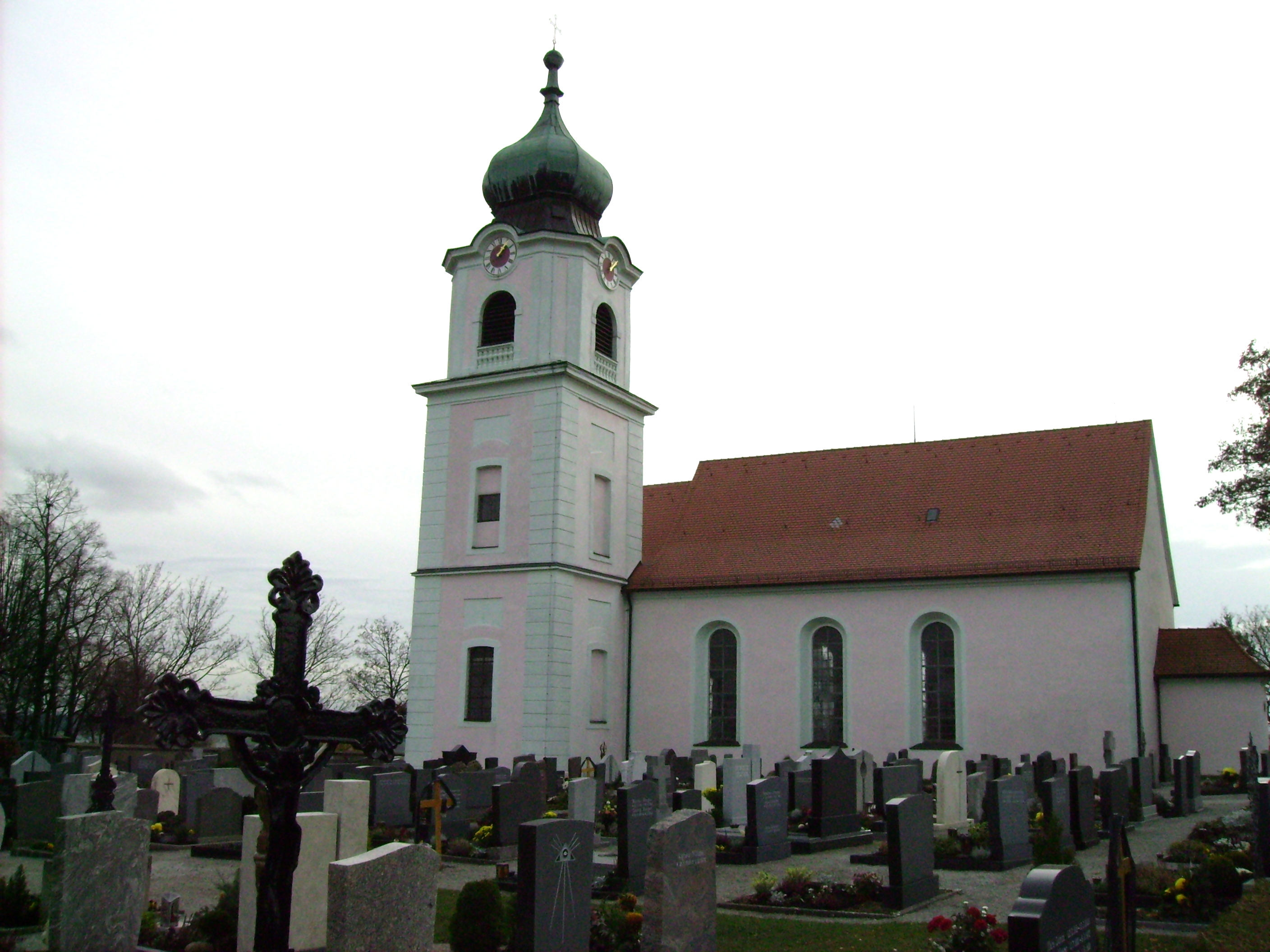
St. Martin in Herrieden

Die römisch-katholische, denkmalgeschützte Friedhofskirche St. Martin steht auf dem Kirchfriedhof von Herrieden, einer Stadt im Landkreis Ansbach (Mittelfranken, Bayern). Das Bauwerk ist unter der Denkmalnummer D-5-71-166-2 als Baudenkmal in der Bayerischen Denkmalliste eingetragen. Die Kirche gehört zum Pfarrverband Herrieden-Aurach im Dekanat Herrieden des Bistums Eichstätt.

## Beschreibung
Die Saalkirche wurde, nachdem der Vorgängerbau abgebrannt war, 1688 gebaut und 1721 nach einem Entwurf von Gabriel de Gabrieli umgebaut. Sie besteht aus einem mit einem Satteldach bedeckten Langhaus und einem eingezogenen Chor im Osten, an dessen Südseite 1732/33 der Chorflankenturm angebaut wurde. Die zwei unteren Geschosse haben an den Ecken Lisenen. Das eingezogene oberste Geschoss, das die Turmuhr und den Glockenstuhl beherbergt, hat abgeschrägte Ecken. Der Innenraum des Chors ist mit einem Kreuzgratgewölbe überspannt, der des Langhauses mit einer Flachdecke, die mit Stuck und Deckenmalereien versehen wurde. Der 1782 gebaute Hochaltar wurde nach einem Entwurf von Maurizio Pedetti gebaut. Die Seitenaltäre stammen aus der Stiftskirche. Die Kanzel wurde erst 1870 errichtet. Die Kreuzigungsgruppe wurde bereits um 1500 geschaffen. Ein Gemälde ist von Johann Baptist Zimmermann. Die Orgel mit 4 Registern wurde 1959 von E. F. Walcker & Cie. gebaut.